# Museu do Têxtil
O Museu do Têxtil (em sueco: Textilmuseet) está instalado numa antiga fábrica da cidade de Boras. Apresenta uma das maiores coleções de máquinas da indústria têxtil da Europa, a par de uma exposição sobre a história da indústria têxtil na região, e de uma mostra do que foi concebido e produzido no domínio do têxtil no século XX.